# Rio Faxinal
Rio Faxinal är ett vattendrag i Brasilien.   Det ligger i delstaten Paraná, i den södra delen av landet, 1 000 km söder om huvudstaden Brasília.
I omgivningarna runt Rio Faxinal växer i huvudsak städsegrön lövskog. Runt Rio Faxinal är det ganska glesbefolkat, med 38 invånare per kvadratkilometer.